# Сасоний
Сасо́ний — старинное мужское календарное личное имя.
Происходит, возможно, из греч. Saxonikos «саксонский», из др.-герм. Sahs-hari (sahso «саксонец» и hari «войско») либо от названия острова Сасон у берегов Далмации.
Производные формы имени: Сас, Саса, Сася, Сасон, Соня, Оня. Отчества, образованные от данного имени: Сасониевич, Сасониевна.
Персоналии:
- Сасоний Гузитский (Персидский) — св. мученик, пострадал в Персии при Сапоре II в 343 году во время гонений на христиан. Поминается 20 ноября (3 декабря по новому стилю).

От уменьшительных форм имени Сасоний образованы фамилии Сасин, Сасов, а также топонимы Сасово и Сасовка.